# Ernst Baumann (Fotograf)
Ernst Baumann (* 14. Mai 1906 in Bad Reichenhall; † 12. Januar 1985) war ein deutscher Fotograf und Verleger von Ansichtskarten.

## Leben
Nach der Pflichtschule besuchte er die Fachschule für Korbflechterei in Lichtenfels, um danach den elterlichen Betrieb weiterzuführen. 1924 bekam er eine Kamera geschenkt, ab diesem Zeitpunkt widmete er sich der Fotografie. Bereits 1926 meldete er ein Gewerbe als Lichtbildner an. Ernst Baumann war begeisterter Bergsteiger und Schifahrer, seine Fotoserien erschienen in zahlreichen alpinen Zeitschriften. Von 1932 bis 1939 arbeitete er als Standfotograf für die Filme von Luis Trenker. 1935 erschien sein erstes Buch Meine Berge, meine Kamera. Neben seiner Tätigkeit im alpinen Raum arbeitete er als Fotoreporter für die Berliner Illustrirte Zeitung, machte Industriereportagen für die Automobilindustrie sowie Reisereportagen im Mittelmeerraum und auf den atlantischen Inseln. Im Zweiten Weltkrieg war er als Kriegsberichterstatter tätig. Als er 1947 aus der amerikanischen Gefangenschaft nach Bad Reichenhall zurückkehrte, baute er erneut sein Fotogeschäft mit angeschlossenem Ansichtskartenverlag auf.
Bekannt wurde er durch seine visuelle Dramatisierung der Berglandschaft, mit der er die Bildwelt der 1930er Jahre prägte.
Am 14. Mai 2006 wurde zum 100. Geburtstag von Ernst Baumann eine Dauerausstellung mit Werken aus seiner frühen Schaffensperiode aus den Jahren 1925 bis 1950 im Berghotel auf dem Predigtstuhl bei Bad Reichenhall eröffnet.

## Werke
- Meine Berge, meine Kamera; 1935
- Fotografieren in den Bergen; 1936
- Gipfel winken, Firne leuchten (= Die deutschen Bücher, 35), Ludwig Simon, Berlin [1937]
- Bad Reichenhall Weltberühmt durch Sole; 1966

## Filme
- 1932: Der Watzmann und seine Kinder, Kamera
- 1932: Der Rebell, Standfotos
- 1933/34: Der verlorene Sohn, Standfotos
- 1936: Der Kaiser von Kalifornien, Standfotos
- 1937: Condottieri, Standfotos
- 1937: Der Berg ruft, Standfotos
- 1938: Liebesbriefe aus dem Engadin, Standfotos
- 1938/39: Drei Unteroffiziere, Standfotos
- 1938: Die Pfingstorgel, Standfotos
- 1939: Frau am Steuer, Standfotos
- 1939: Es war eine rauschende Ballnacht, Standfotos
- 1939/40: Der Feuerteufel, Standfotos
- 1940/41: … reitet für Deutschland, Standfotos
- 1941/42: Liebesgeschichten, Standfotos
- 1952/53: Die Sphinx von Zermatt, Kamera